# Đồng Rui
Đồng Rui là một xã thuộc huyện Tiên Yên, tỉnh Quảng Ninh, Việt Nam. Phía Đông giáp huyện Vân Đồn, phía nam giáp thành phố Cẩm Phả, phía tây giáp xã Hải Lạng, phía bắc giáp xã Yên Than.
Xã Đồng Rui có diện tích 49,29 km², dân số năm 1999 là 1.936 người, mật độ dân số đạt 39 người/km²